# Jake Odum
Jake Andrew Odum (* 11. Februar 1991 in Terre Haute, Indiana) ist ein US-amerikanischer Basketballspieler, der nach dem Studium in seiner Heimatstadt professionell Basketball in Europa spielt. Nachdem Odum zunächst in Griechenland aktiv gewesen war, spielte er in der deutschen Basketball-Bundesliga für medi Bayreuth, bevor er zur Basketball-Bundesliga 2016/17 zum Ligakonkurrenten s.Oliver Würzburg wechselte.

## Karriere
Odum wuchs in seiner Geburtsstadt im „Hoosier State“ Indiana, der für seine Begeisterung für Basketball landesweit bekannt ist, an der Grenze zu Illinois auf. Nach der High School bekam er ein Stipendium an der Indiana State University in seiner Heimatstadt, wo er ab 2010 für die Hochschulmannschaft Sycamores in der Missouri Valley Conference (MVC) der NCAA Division I aktiv wurde, die einst von Larry Bird 1979 ins Endspiel der landesweiten NCAA-Endrunde geführt wurde. Nachdem er das erste Studienjahr als „redshirted“ noch ausgesetzt hatte, gewann Odum 2011 in seiner Freshman-Saison zehn Jahre nach dem letzten Titelgewinn der Sycamores im MVC-Meisterschaftsturnier auf Anhieb das Finalturnier der Conference, als man den Hauptrundenersten Missouri State Bears, bei denen auch der spätere Bundesligaspieler Kyle Weems aktiv war, knapp mit vier Punkten Unterschied besiegte. Freshman Odum konnte in der „Crunchtime“ der beiden letzten Spielminuten des Finales wichtige Freiwürfe verwandeln, worauf sich die Sycamores auch erstmals seit 2001 wieder für die NCAA-Endrunde qualifizieren konnten. In der landesweiten Finalrunde verlor die Mannschaft jedoch gleich das Auftaktspiel deutlich mit 17 Punkten Unterschied gegen die Syracuse Orange, für die Odums späterer Mannschaftskamerad James Southerland in seiner zweiten Spielzeit aktiv war. Anschließend verpassten die Sycamores in den folgenden drei Jahren weitere Erfolge in der MVC, wobei sie im Finalturnier der Conference, das in Anlehnung an die March Madness auch „Arch Madness“ genannt wird, 2014 Vizemeister wurden und das Endspiel mit 14 Punkten Unterschied 69:83 gegen die in jener Saison bis dato ungeschlagenen Wichita State Shockers verloren, als der spätere Bundesligaprofi Tekele Cotton zum MVP des Finalturniers ernannt wurde. Zu einer Qualifikation für die landesweite NCAA-Endrunde reichte dies nicht mehr, stattdessen spielten die Sycamores in der Postseason in den weniger bedeutenden Wettbewerben National Invitation Tournament oder CollegeInsider-Tournament (CIT) mit, wo sie auch dreimal in Folge das Auftaktspiel verloren. Nachdem Odum die maximal möglichen vollen vier Collegespielzeiten im Unterschied zu beispielsweise Larry Bird allein für die Sycamores aktiv war, führt er zahlreiche teaminterne All-Zeit-Bestenlisten der Indiana State an, wie beispielsweise absolvierte Spiele, Spiele in der Starting Five (in nur drei Spielen kam er von der Bank ins Spiel), eingesetzte Minuten sowie versuchte und erzielte Freiwürfe. Bei den Korbvorlagen war er All-Zeit-Zweiter, bei den Ballgewinnen Dritter und bei erzielten Punkten zum Schluss seiner College-Karriere Fünfter (Stand 2019: mittlerweile Sechster) in der Bestenliste der Sycamores.
Nach dem Studienende wurde Odum gleichwohl nicht in der NBA-Draft 2014 ausgewählt und konnte sich auch in der Folge nicht für einen professionellen Vertrag in der am höchsten dotierten Profiliga National Basketball Association in seinem Heimatland empfehlen, obwohl er in der NBA Summer League für die Indiana Pacers und Sacramento Kings, wo er unter anderem zusammen mit Brendan Lane spielte, aktiv war. Schließlich unterschrieb Odum seinen ersten professionellen, längerfristigen Vertrag in Europa beim griechischen Erstligisten PAOK aus Thessaloniki. Im kontinentalen Vereinswettbewerb Eurocup 2014/15 erreichte die Mannschaft die zweite Gruppenphase der besten 32 Mannschaften, in der man jedoch nur noch einen Sieg in sechs Spielen erzielen konnte. In der nationalen Meisterschaft der Basket League 2014/15 konnte sich PAOK auf den dritten Hauptrundenplatz verbessern, schied aber erneut im Play-off-Halbfinale sieglos gegen Panathinaikos Athen aus dem Rennen um die Meisterschaft aus. Stattdessen konnten sich die Makedonier in der „kleinen Finalserie“  vor dem Lokalrivalen Aris Saloniki den dritten Platz sichern. Odum hatte in seiner Rookie-Saison in Europa wegen eher mäßiger Feldwurfquoten nicht restlos überzeugen können und wechselte zur Basketball-Bundesliga 2015/16 nach Deutschland zum Verein BBC medi aus Bayreuth. Die Bayreuther verbesserten sich zwar auf den zwölften Platz der Abschlusstabelle, verpassten aber nach nur zwölf Saisonsiegen die Play-offs um die Meisterschaft deutlich. Odum galt noch als einer der besseren Spieler der Mannschaft und wurde daraufhin vom fränkischen Rivalen s.Oliver Baskets aus Würzburg zur Basketball-Bundesliga 2016/17 verpflichtet, der bei seiner Erstliga-Rückkehr gleich die Play-offs erreicht hatte.